# Адель Кутуй
Аде́ль Куту́й (тат. Гадел Кутуй); настоящее имя — Адельша́ Нурмухаме́дович Куту́ев (тат. Гаделша Нурмөхәммәт улы Кутуев; 28 ноября 1903, Татарский Канадей, Саратовская губерния — 16 июня 1945, Згеж, Польша) — советский татарский писатель-фантаст, поэт и драматург, журналист, военный корреспондент.

## Биография
Адель Кутуй родился в селе Татарский Канадей (ныне — в Кузнецком районе Пензенской области). В 1922 году переехал в Казань, и через 5 лет получил признание как один из пяти наиболее выдающихся татарских писателей. В 1927 году по приглашению Шамиля Усманова работает диктором на первой Казанской радиовещательной станции 10 годовщины Октября. Под впечатлением от Владимира Маяковского основал татарское творческое объединение ЛЕФ, СУЛФ, то есть Сул фронт — Левый фронт. После 1930 года он написал свои наиболее известные романы. 25 мая 1942 года ушёл добровольцем в Красную армию. Воевал в составе 75-го отдельного гвардейского миномётного дивизиона на Западном и Донском фронтах. За отличие в Сталинградской битве был награждён медалью «За отвагу». Затем воевал на Брянском фронте в должности адъютанта командира 3-й гвардейской миномётной бригады. В 1944 году гвардии младший лейтенант А. Н. Кутуев стал военным корреспондентом фронтовой газеты «Красная Армия» на татарском языке. Зимой 1945 года, участвуя в Висло-Одерской операции, Адель Кутуй с танкистами прошёл путь от Вислы до Одера. При этом он сильно простудился, но продолжал выезжать на передовую и делать репортажи, пока его состояние резко не ухудшилось. Его эвакуировали в эвакогоспиталь № 2606 города Згеж (Польша), но 16 июня 1945 года он скончался от острой формы туберкулёза легких. Похоронен на воинском участке городского кладбища (могила № 35).

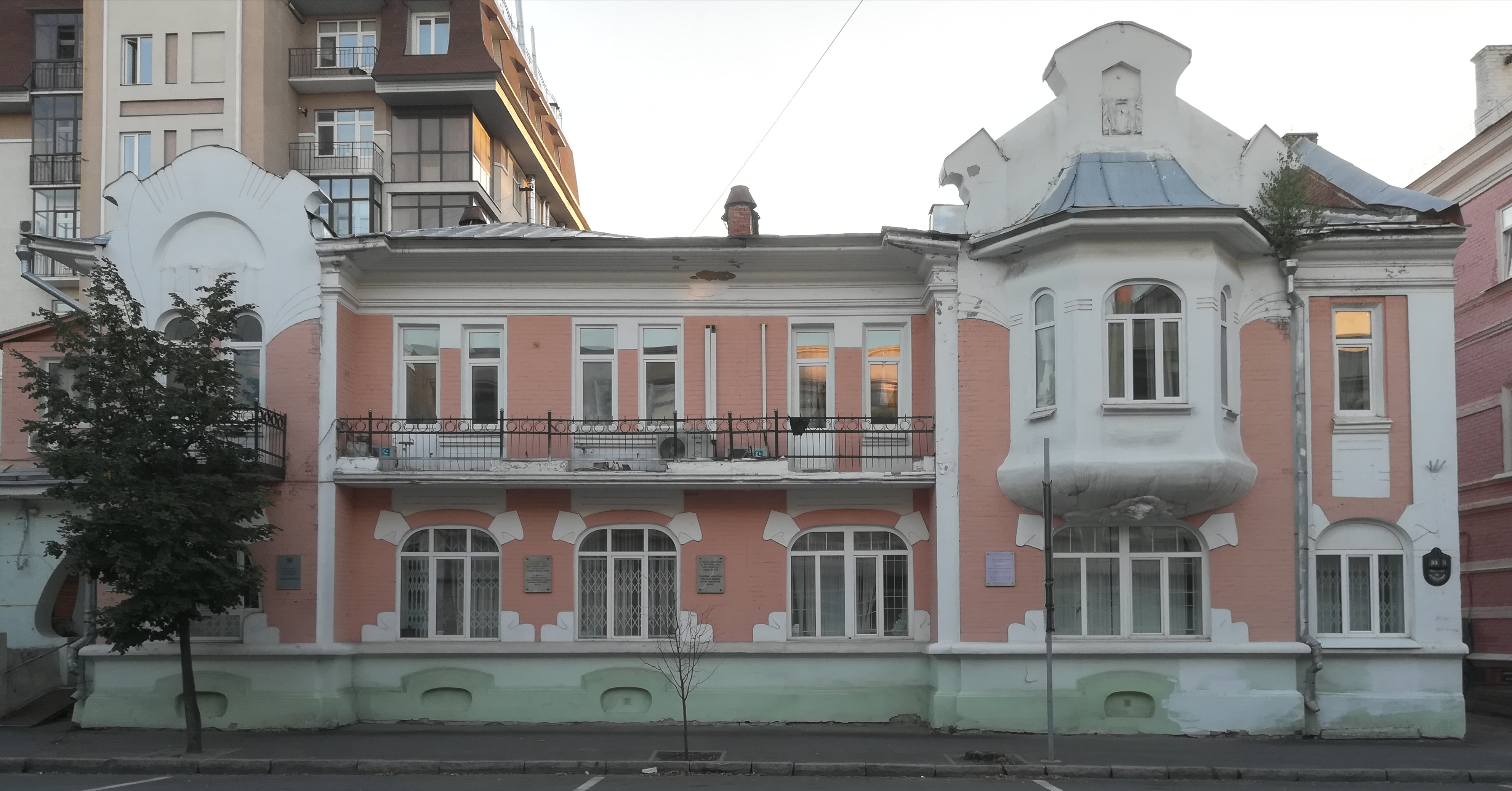
Дом 33 по Улице Муштари где в 1929—1942 годах жил Адель Кутуй

В Казани на доме 33 по улице Муштари установлена мемориальная доска.

## Личная жизнь
Сын: Рустем Адельшевич Кутуй (1936—2010) — известный писатель и переводчик, заслуженный работник культуры Республики Татарстан, проживал в Казани.

## Наследие
Его ранние стихи, такие, как опубликованные в «Көннәр йөгергәндә» (Когда дни бегут, 1924) отмечены влиянием футуризма. Стихотворение «Талантлар ватаны» (Родина талантов, 1937), романы «Солтанның бер көне» (День Султана, 1938), «Вөҗдан газабы» (Муки совести, 1939) стали интеллигентными в обществе. Наиболее видным сочинением Аделя Кутуя является лирическая повесть «Тапшырылмаган хатлар» (Неотосланные письма, 1936). Он также написал научно-фантастический роман «Рөстәм маҗаралары» (Приключения Рустема, 1945). Адель Кутуй написал несколько пьес: «Балдызкай» (Сёстры в законе, 1926), «Казан» (Котел, 1927), «Җавап», (Ответ, 1929). Полная публикация его работ издаётся после его смерти, она включает в себя: «Публицистка» (1957) и «Илһам» (Ильхам, 1982).

## Память
Улицы названные именем Аделя Кутуя:

Памятная табличка

- улица в Советском районе г. Казани.
- улица в селе Татарский Канадей.
- улица в г. Набережные Челны.

Мемориальная доска на улице Муштари в Казани.